# Tibilis

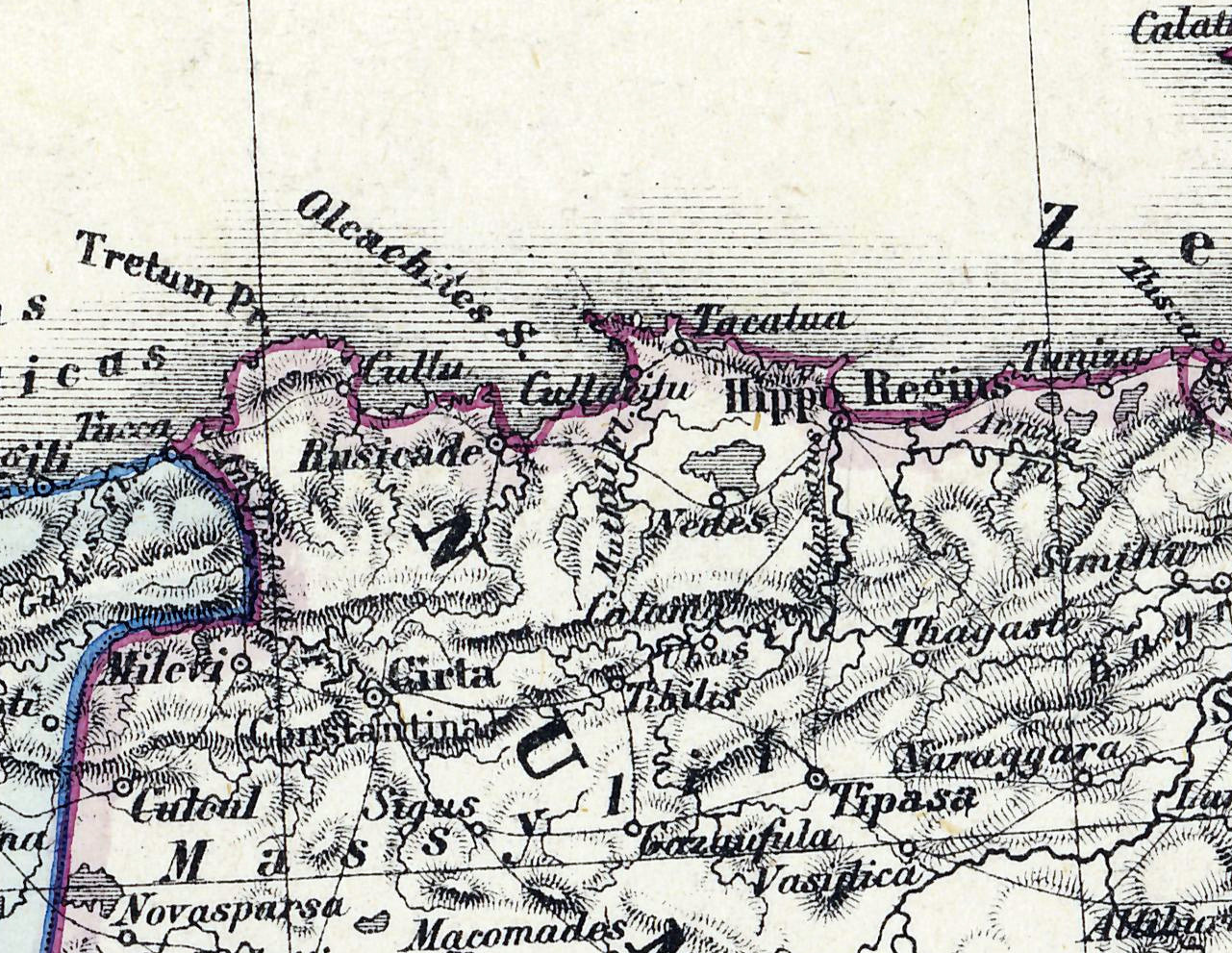
Cirta En el mapa de Numidia romana, Atlas Antiquus, H. Kiepert, 1869

Tibilis (también escrita Thibilis) fue una ciudad de la época romana y bizantina en la antigua Numidia, hoy al noreste de Argelia. El sitio tiene extensas ruinas romanas y bizantinas.

## Historia
Las numerosas inscripciones latinas descubiertas en el sitio de Tibilis proporcionaron indicaciones sobre el estado y los magistrados de esta ciudad: durante el Imperio Temprano, Tibilis fue primero un pagus dependiente de la confederación Cirtaiana que unía Cirta, Rusicade, Chullu y Milève. Disfrutando de cierta autonomía, la ciudad es administrada por dos magistri de mandato anual, asistidos por uno o dos ediles.
Durante los reinados de Antonino Pío y Marco Aurelio, ciudadanos notables de Tibilis obtuvieron cargos altos en la administración imperial, a decir, Quinto Antistio Advento Aquilino Póstumo, cónsul sufecto aproximadamente en 167, y su hijo Lucio Antistio Burro, yerno de Marco Aurelio y cónsul en 181.
Tibilis obtuvo el rango de municipio al mando de dos duomviri  entre 260 y 268  lo que corresponde al periodo estimado para la disolución del confederación.

Los cultos locales incluyeron los flamen Augustalis (para la divinidad imperial), flamen Saturni (sacerdote de Saturno), y deidades locales, Bacax y la Magna Mater deorum Idaea (la Madre Grande de los Dioses).

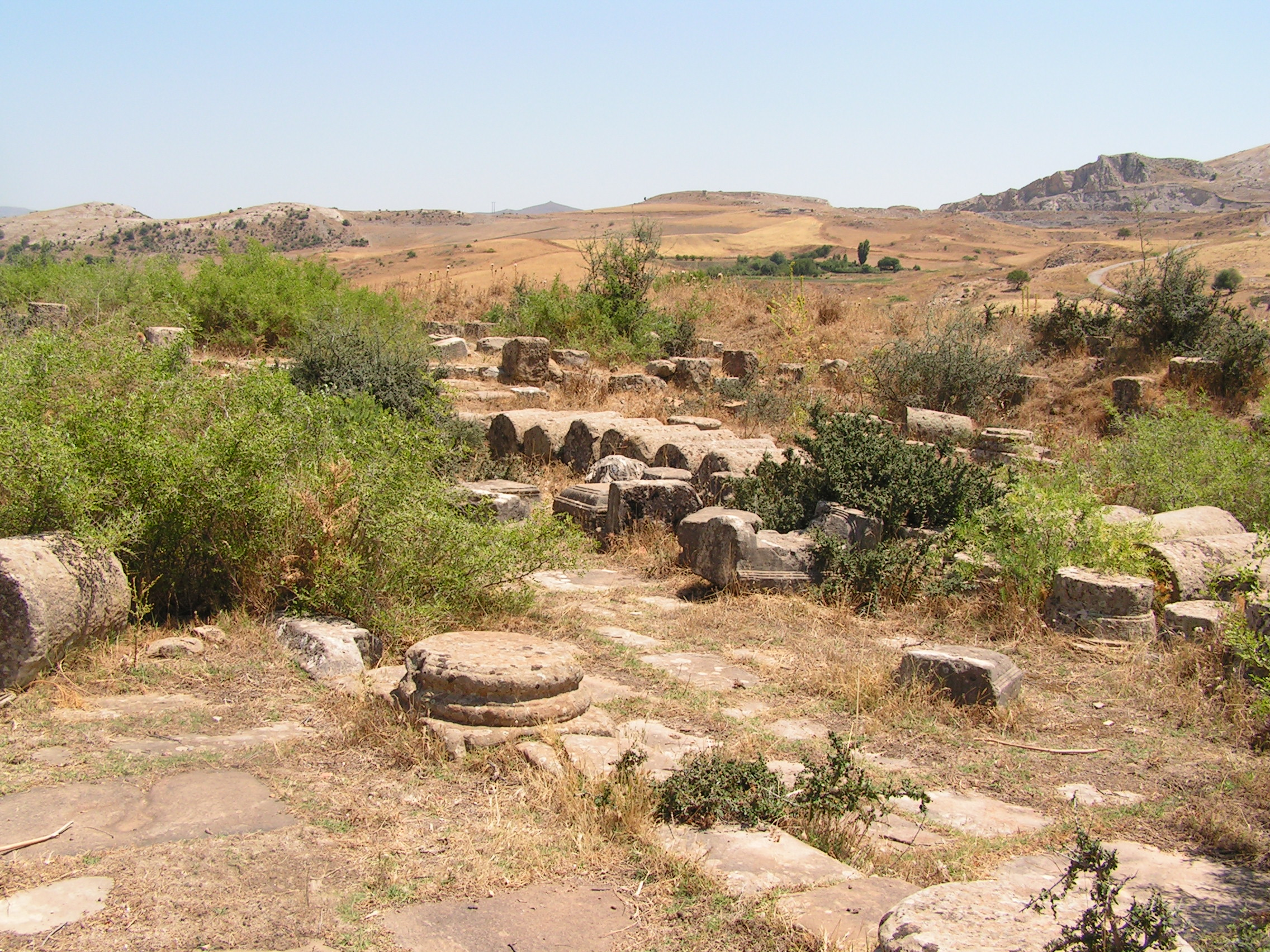
Vista general de Tibilis
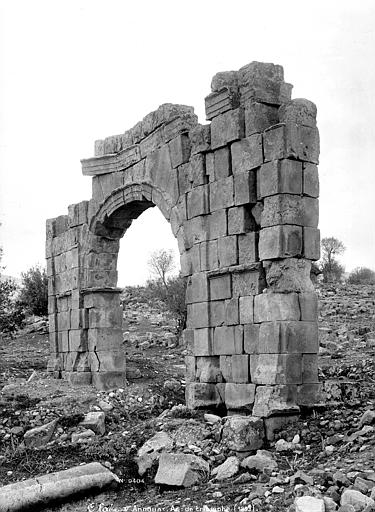
Arco triunfal
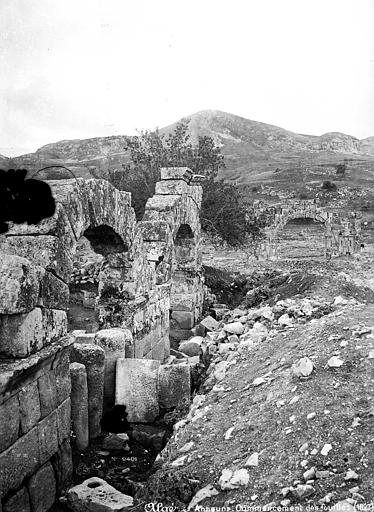
Ruinas en Tibilis
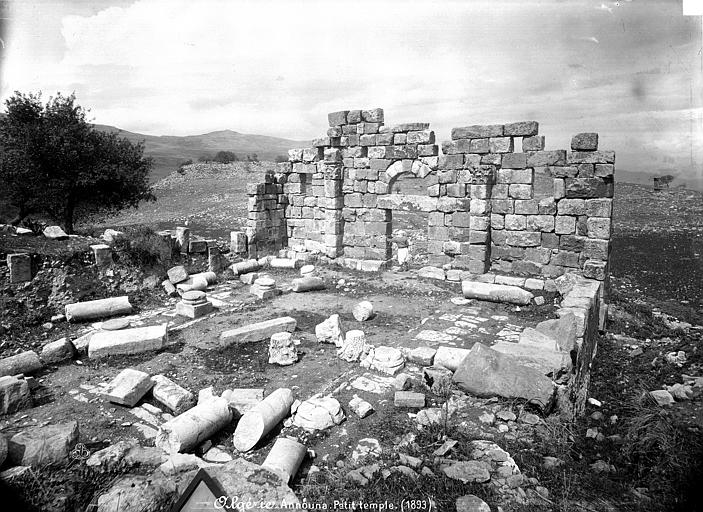
Ruinas de un templo pequeño
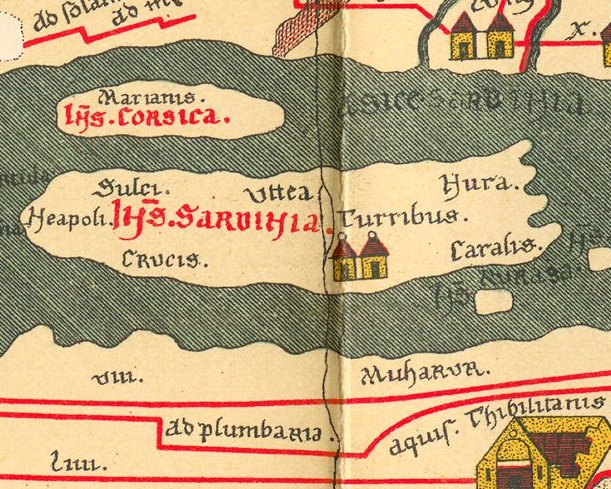
Tibilis en la Tabula Peutingeriana.